# Rediviva saetigera
Rediviva saetigera är en biart som beskrevs av John Whitehead och Steiner 1992. Rediviva saetigera ingår i släktet Rediviva och familjen sommarbin. Inga underarter finns listade i Catalogue of Life.